# Ploceus benghalensis
El tejedor bengalí (Ploceus benghalensis) es una especie de ave paseriforme de la familia Ploceidae propia del norte del subcontinente indio.

## Descripción

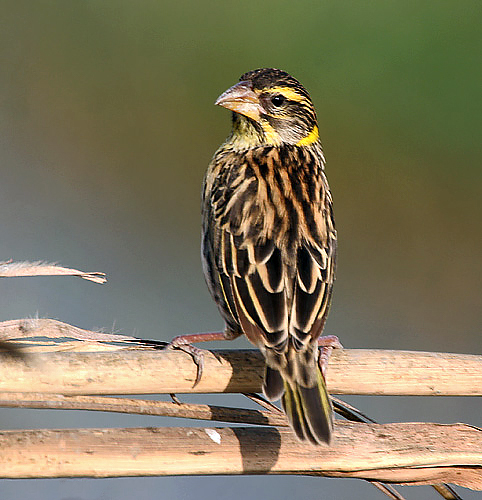
Macho en plumaje no reproductivo.

El tejedor bengalí mide alrededor de 15 cm. El plumaje reproductivo de los machos presenta las partes superiores negras salvo el píleo que es de color amarillo intenso, y los bordes de las plumas de vuelo de las alas que son anteados. También es negra el resto de la cabeza cuello y parte superior del pecho. El resto de sus partes inferiores son blanquecinas. Fuera de la época reproductiva desaparede gran parte del plumaje negro y el llamativo píleo amarillo, quedando un plumaje anteado general anteado, con intenso veteado negro en las partes superiores; y listas superciliares, bigotera y dos mantas a en los laterales del cuello amarillas.  

## Comportamiento

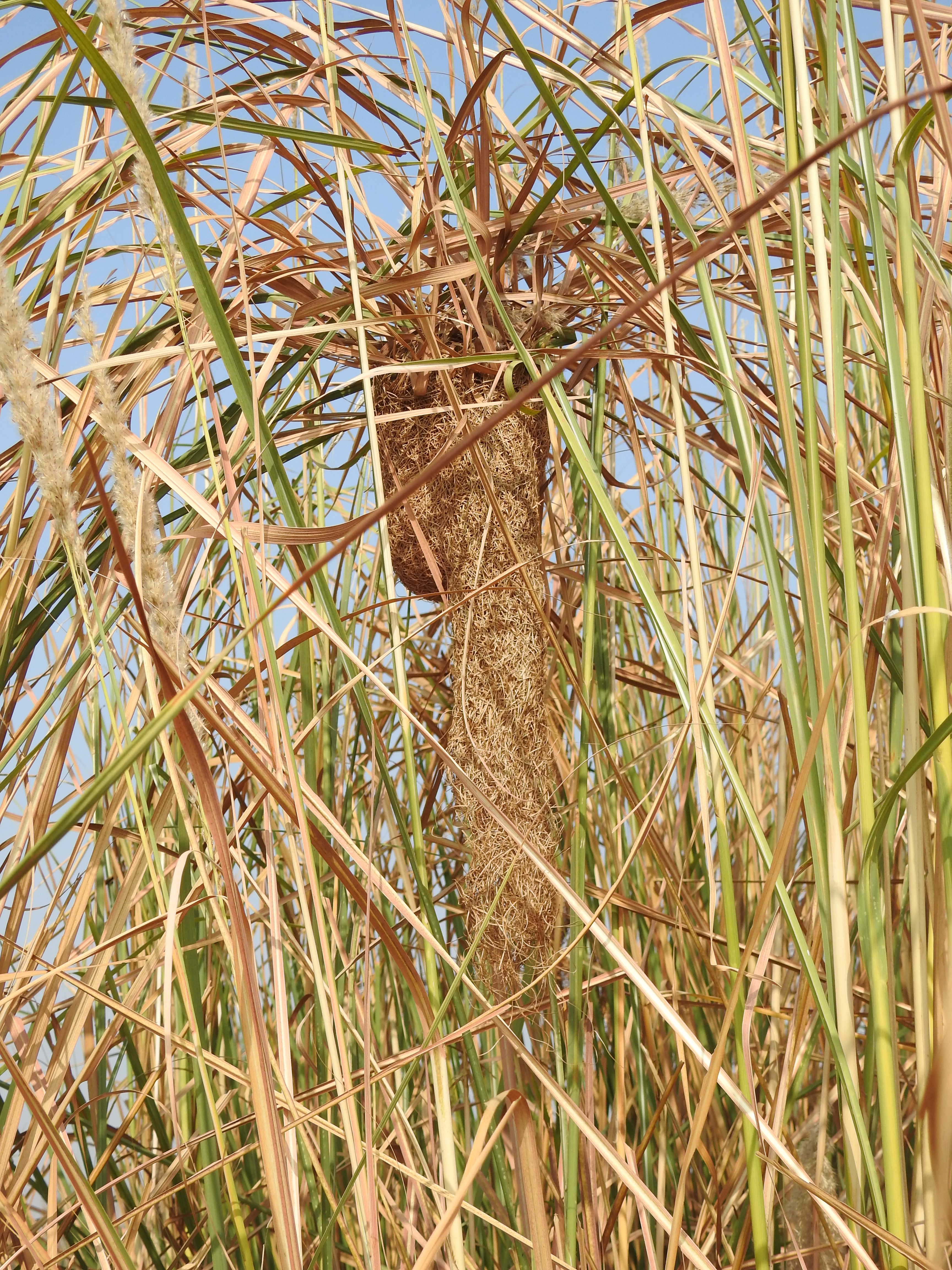
Nidos de tejedor bengalí.

Es un pájaro polígamo y colonial. Como otros tejedores construyen nidos colgantes cerrados, que las hembras deben elegir para aparearse con él, basándose la calidad de la construcción. 
La época de cría transcurre de junio a septiembre. Al iniciarse la temporada de cría el macho empieza a construir un nido. En la última fase de su construcción varias hembras lo visitan e inspeccionan. Si la hembra se muestra interesada el macho realizará su exhibición frente a ella, agachándose y mostrandole su píleo amarillo, aletando y cantando suavemente. Cuando la hembra accede a la cópula, él termina rápidamente el nido, y ella pone tres o cuatro huevos en su interior. Entonces el macho empieza a construir un segundo nido para atraer a otra hembra. Ocasiomalmente consigue apareares con una tercera hembra, y raramente con una cuarta. Si un nido no consigue atraer a ninguna hembra el macho lo deshace y empieza otro.

## Distribución y hábitat
Es encuentra en las planicies fluviales del norte del subcontinente indio. Es un pájaro sedentario o que realiza desplazamientos locales, bastante común en gran parte de su área de distribución. Sus bandadas frecuentan los cultivos y los carrizales de las riberas, las lagunas someras y los herbazales altos.